# 뉴스 스테이션

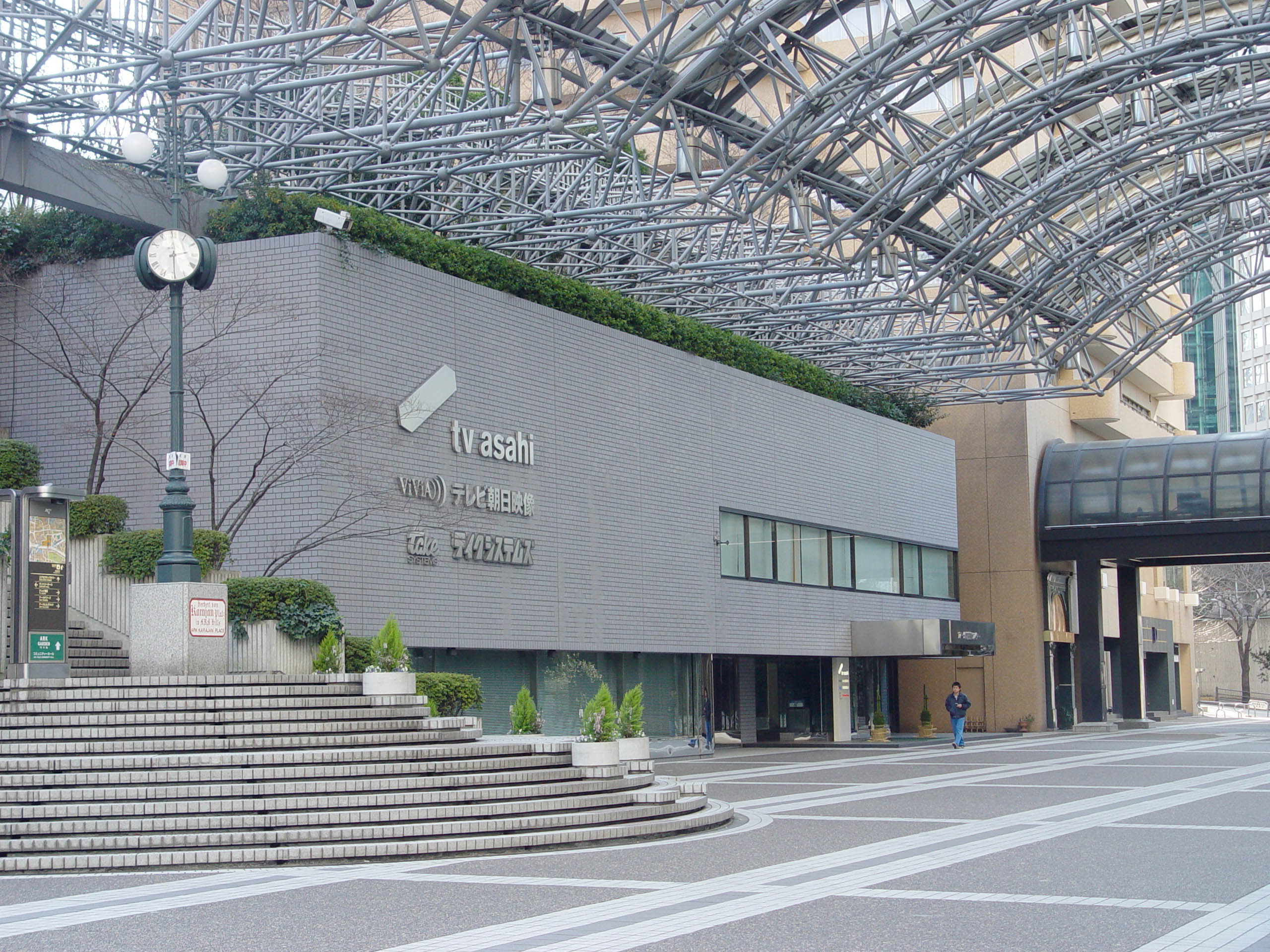

뉴스 스테이션은 1985년 10월 7일부터 2004년 3월 26일까지 ANN계열 방송국에서 방송된 보도프로그램이다.

## 개요
TV 아사히와 연예인 매니지먼트 기업 오피스·Two·One이 공동으로 제작하였으며, 제작 과정에서 일본의 민영 광고대행사인 덴쓰가 관여하였다.
방송 초기에는 시청률이 약 8%에 머물렀으나, 1986년 필리핀 민주화 운동을 보도한 이후부터는 20% 이상의 안정적인 시청률을 확보하였다.
본 프로그램은 ‘중학생도 알 만한 뉴스’를 목표로 삼아, 이해하기 어려운 전문용어나 복잡한 상황을 나무블록이나 모형 등을 활용하여 설명하였다.
방송 시작 당시부터 종료 시까지 메인 캐스터는 탤런트이자 사회자인 구메 히로시가 맡았으나, 체력 문제 및 계약상의 사유로 1999년 10월 7일부터 2000년 1월 3일까지 방송에 출연하지 않았다.
방송 시간은 개시 당시부터 2000년 3월 26일까지는 평일 오후 10시부터 오후 11시 17분까지였으나, 같은 해 3월 27일부터는 오후 9시 54분부터 오후 11시 10분으로 변경되었다.
한편, 1999년 2월 1일 사이타마현 도코로자와시에서 재배된 시금치에서 다이옥신이 검출되었다는 보도로 인해 해당 지역의 시금치 가격이 폭락하자, 농가로부터 소송을 당하였다. 이 소송은 2004년 6월 16일 TV 아사히가 농가 측에 사과하고 화해금 1,000만 엔을 지급하는 조건으로 종결되었다.

## 에피소드
메인 캐스터인 구메 히로시는 매년 여름 약 3주간의 휴가를 취하였는데, 그의 휴가 기간에는 대형 사건이 발생하는 경우가 많아 세간에서는 이를 ‘구메의 징크스’라고 일컬었다.
또한 1990년대에 들어서는 기자나 다른 캐스터를 경칭을 붙여 부르지 않고 성명만으로 호칭하는 방식을 채택하였다.
아울러, 해외 아티스트가 일본을 방문할 경우, 이들이 프로그램에 출연하여 라이브 연주를 선보이는 사례도 종종 있었다.

## 평가와 영향
어려운 용어나 복잡한 내용을 알기 쉽게 해설하기 시작하면서, 정치나 경제에 관심이 없던 젊은 세대가 뉴스에 흥미를 갖는 계기가 되었다. 또한 이 프로그램을 계기로, 보도 경험이 없는 탤런트 등이 캐스터나 해설자로 기용되는 사례가 증가하였으며, 그 영향으로 텔레비전에서 이른바 ‘전문가’의 코멘트가 활용되는 빈도 또한 높아졌다. 그러나 이러한 현상에 대해서는 안이한 인선과 졸속적인 내용이라는 비판이 제기되기도 하였다.
아울러, 기존 보도 프로그램에는 존재하지 않았던 오락적 요소를 도입한 점은 ‘보도 버라이어티’로 평가되었으며, 결과적으로 보도 프로그램의 와이드쇼화를 촉진하였다는 비판도 뒤따랐다.
새 앵커 후루타치 이치로를 중심으로 2004년 4월 5일부터 방송을 시작한 보도 스테이션(報道ステーション)이 본 프로그램을 계승하였다.

## 프로그램을 방송하던 방송국 (후쿠이방송《FBC》,TV 미야자키《UMK》는 제외)
- TV아사히 《ANB》(중심 방송국)
- 홋카이도 TV 방송 《HTB》
- 아오모리 아사히 방송 《ABA》(1991년 10월 개국 당시부터)
- 이와테 아사히 TV 《IAT》(1996년 10월 개국 당시부터)
- 히가시닛폰 방송 《KHB》
- 아키타 아사히 방송《AAB》(1992년 10월 개국 당시부터)
- 야마가타 TV 《YTS》(ANN 완전가맹국이 된 1993년 4월 1일부터)
- 후쿠시마 방송 《KFB》
- 니가타 TV21 《NT21》
- 나가노아사히 방송 《ABN》(1991년 4월 개국 당시부터)
- 시즈오카 아사히 TV 《SATV》 (1993년 9월부터 방송)
- 나고야 TV 방송 《NBN》
- 호쿠리쿠 아사히 방송 《HAB》(1991년 10월 개국 당시부터)
- 아사히 방송 《ABC》(준 중심 방송국)
- 세토나이카이 방송 《KSB》
- 히로시마 홈TV 《HOME》
- 야마구치 아사히 방송 《YAB》(1993년 10월 개국 당시부터)
- 에히메 아사히 TV 《EAT》(1995년 4월 개국 당시부터)
- 규슈 아사히 방송 《KBC》
- 나가사키 문화방송 《NCC》(1990년 4월 개국 당시부터)
- 구마모토 아사히 방송 《KAB》(1989년 10월 개국 당시부터)
- 오이타 아사히 방송 《OAB》(1993년 10월 개국 당시부터)
- 가고시마 방송《KKB》
- 류큐 아사히 방송《QAB》(1995년 10월 개국 당시부터)